# コジョ・ジャン・クルード・アジアンベ
ジャン・クルード（Jean Claude）ことコジョ・ジャン・クルード・アジアンベ（Kodjo Jean Claude Aziangbe、2003年12月14日 - ）は、トーゴ・沿岸州出身のプロサッカー選手。Jリーグ・横浜F・マリノス所属。ポジションはミッドフィールダー（セントラルミッドフィールダー）。トーゴ代表。

## 経歴

### アル・ナスルSC
2021年よりアル・ナスルのユースで育成を受ける。U-21チームでは18試合で9ゴールと頭角を表し、トップチームに帯同。2021年12月16日、アラブ首長国連邦リーグカップのアルワダFC戦で プロデビューを果たした。
2023年7月に同クラブのトップチームに昇格。

### FCゾリャ・ルハーンシク
トップチーム昇格から2か月後の2023年9月、ゾリャ・ルハーンシクに期限付き移籍。同年10月12日、ウクライナカップのFSKマリウポリ戦で初出場を果たし、チームは4点差で勝利した。
公式戦15試合に出場。

### アル・ナスルSC復帰
2024年6月に移籍期限満了によりアル・ナスルに復帰。復帰後は公式戦の出場はなかった。

### 横浜F・マリノス
2024年7月9日、横浜F・マリノスに完全移籍で加入することが発表された。
明治安田J1リーグ第27節、川崎フロンターレ戦でJリーグデビューを飾った。

### 代表
2023年6月、パウロ・ドゥアルテ監督によってトーゴ代表チームに初招集された。2023年6月14 日のレソト代表との親善試合で初出場を果たした。

## 所属クラブ
- 2021年 - 2024年7月  アル・ナスル
  - 2023年9月 - 2024年6月  ゾリャ・ルハーンシク (期限付き移籍)
- 2024年7月 -  横浜F・マリノス

## 個人成績

### クラブ
| 国内大会個人成績 | 国内大会個人成績     | 国内大会個人成績 | 国内大会個人成績 | 国内大会個人成績 | 国内大会個人成績 | 国内大会個人成績 | 国内大会個人成績 | 国内大会個人成績 | 国内大会個人成績 | 国内大会個人成績 | 国内大会個人成績 |
| 年度             | クラブ               | 背番号           | リーグ           | リーグ戦         | リーグ戦         | リーグ杯         | リーグ杯         | オープン杯       | オープン杯       | 期間通算         | 期間通算         |
| 年度             | クラブ               | 背番号           | リーグ           | 出場             | 得点             | 出場             | 得点             | 出場             | 得点             | 出場             | 得点             |
| UAE              | UAE                  | UAE              | UAE              | リーグ戦         | リーグ戦         | リーグ杯         | リーグ杯         | オープン杯       | オープン杯       | 期間通算         | 期間通算         |
| ---------------- | -------------------- | ---------------- | ---------------- | ---------------- | ---------------- | ---------------- | ---------------- | ---------------- | ---------------- | ---------------- | ---------------- |
| 2021-22          | アル・ナスル         | 27               | UAEリーグ        | 10               | 0                | -                | -                | 4                | 0                | 14               | 0                |
| 2022-23          | アル・ナスル         | 27               | UAEリーグ        | 10               | 0                | -                | -                | 5                | 0                | 15               | 0                |
| ウクライナ       | ウクライナ           | ウクライナ       | ウクライナ       | リーグ戦         | リーグ戦         | リーグ杯         | リーグ杯         | ウクライナ杯     | ウクライナ杯     | 期間通算         | 期間通算         |
| 2023-24          | ゾリャ・ルハーンシク | 4                | プレミアリーグ   | 11               | 0                | -                | -                | 2                | 0                | 13               | 0                |
| 日本             | 日本                 | 日本             | 日本             | リーグ戦         | リーグ戦         | リーグ杯         | リーグ杯         | 天皇杯           | 天皇杯           | 期間通算         | 期間通算         |
| 2024             | 横浜FM               | 45               | J1               | 3                | 0                | 0                | 0                | 2                | 0                | 5                | 0                |
| 通算             | UAE                  | UAE              | 1部              | 20               | 0                | -                | -                | 9                | 0                | 29               | 0                |
| 通算             | ウクライナ           | ウクライナ       | プレミアリーグ   | 11               | 0                | -                | -                | 2                | 0                | 13               | 0                |
| 通算             | 日本                 | 日本             | J1               | 3                | 0                | 0                | 0                | 2                | 0                | 5                | 0                |
| 総通算           | 総通算               | 総通算           | 総通算           | 34               | 0                | 0                | 0                | 13               | 0                | 47               | 0                |

- その他公式戦
  - UEFAカンファレンスリーグ 2023-24 2試合0得点

### 代表
| トーゴ代表 | 国際Aマッチ | 国際Aマッチ |
| 年         | 出場        | 得点        |
| ---------- | ----------- | ----------- |
| 2023       | 5           | 0           |
| 2024       | 5           | 0           |
| 通算       | 10          | 0           |